# Judyta ze służącą
Judyta ze służącą (wł. Giuditta e la sua ancella) – obraz olejny włoskiej malarki barokowej Artemisii Gentileschi. Płótno o wymiarach 114 na 93,5 cm znajduje się w zbiorach Gallerii Palatina w Pałacu Pitti we Florencji.

## Opis
Temat obrazu został zaczerpnięty z biblijnej Księgi Judyty. Artystka przedstawiła Judytę i jej służącą Abrę chwilę po zabiciu asyryjskiego wodza Holofernesa, gdy obie kobiety usiłują opuścić jego namiot. Zaniepokojone jakimś dźwiękiem lub hałasem, zastygają w bezruchu i starają się dostrzec zagrożenie.
Na pierwszym planie malarka przedstawiła stojącą tyłem służącą, która trzyma w opartym na biodrze koszu ociekającą krwią głowę Holofernesa. Częściowo przesłonięta Judyta stoi frontem do widza z twarzą zwróconą w swoją lewą stronę. Gentileschi przedstawiła ją jako młodą i piękną kobietę, którą cechuje siła i zdecydowanie. Przed chwilą odrąbała Asyryjczykowi głowę jego własnym mieczem i gotowa jest użyć go ponownie. Judyta ma na sobie bogatą suknię i we włosach klejnoty, miecz trzyma wzniesiony do góry i oparty na prawym barku.
Obraz ma ciasną, asymetryczną kompozycję opartą na ukośnej linii wyznaczonej przez rękę służącej. Tło jest czarne, nieokreślone, detale wydobywa z mroku niewidoczne źródło ostrego światła z lewej strony. Postacie zostały wyrzeźbione za pomocą światłocienia, co pozwala na doszukanie się inspiracji w pracach Caravaggia. Artystka starannie przedstawiła draperie i szczegóły stroju obu kobiet, szczególną uwagę zwraca perfekcyjne ukazanie ozdób na rękojeści miecza.

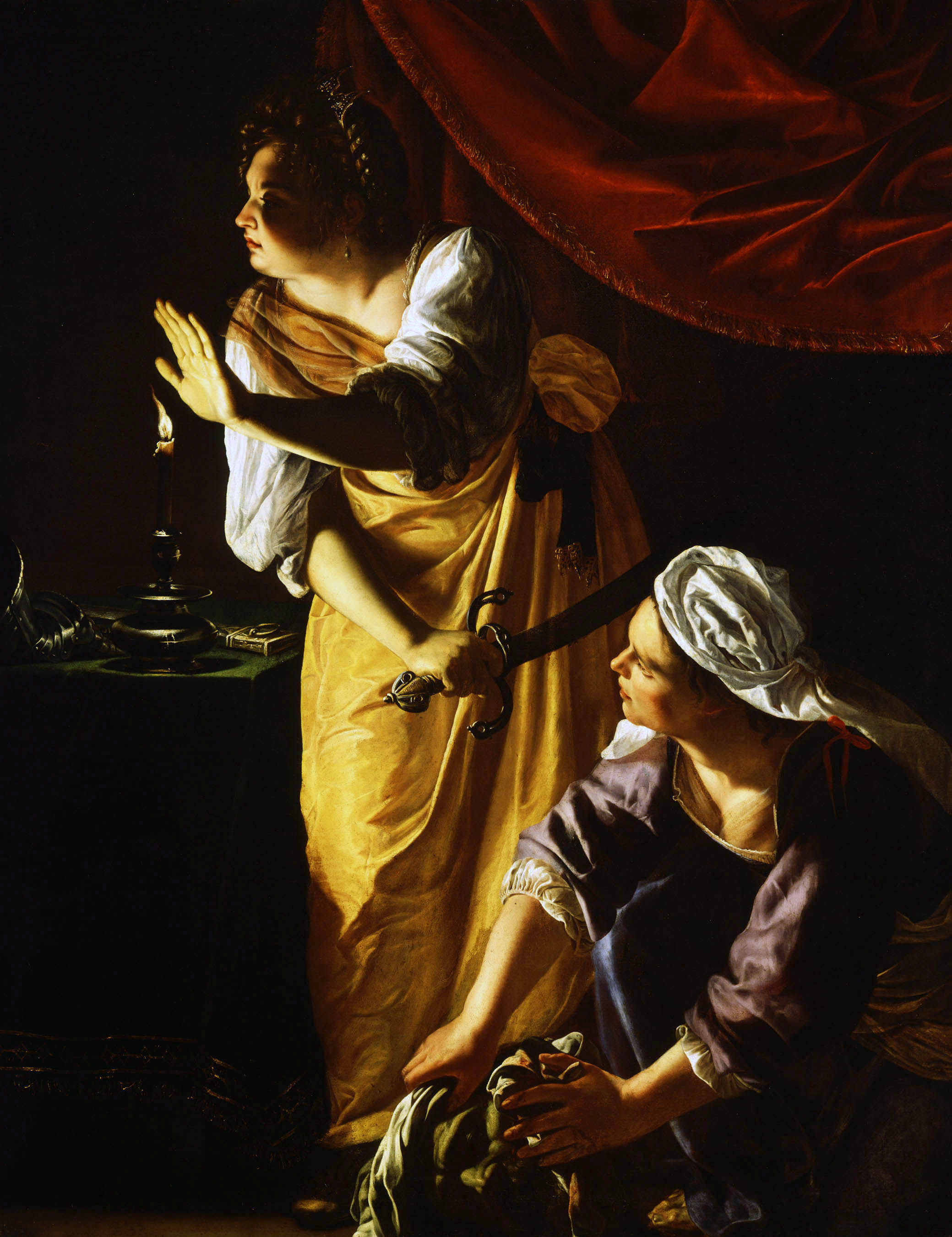
Judyta ze służącą i głową Holofernesa, ok. 1625-1627, Detroit Institute of Arts

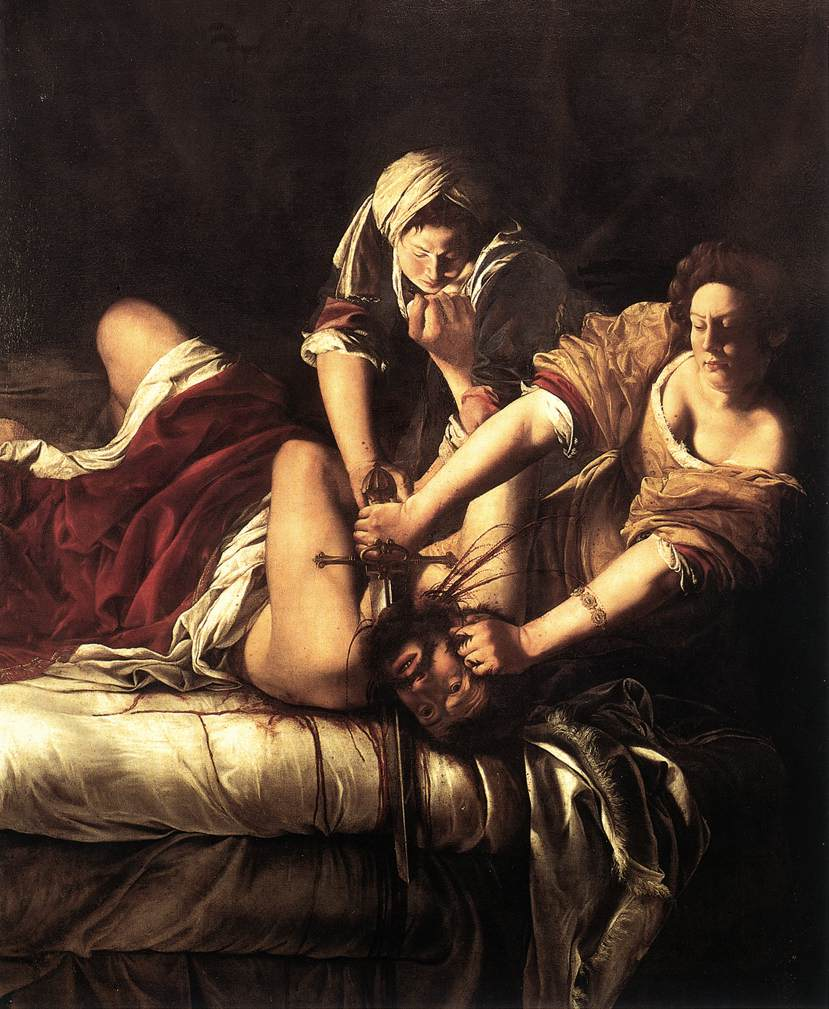
Judyta zabijająca Holofernesa,
Museo di Capodimonte

## Kulisy powstania obrazu
Judyta ze służącą została namalowana podczas pobytu Artemisii Gentileschi we Florencji (1613-1620), najprawdopodobniej w latach 1618-1619. Przypuszcza się, że nabywcą mógł być Cosimo II de' Medici. Jest to jeden z wielu obrazów poruszających motyw Judyty i Holofernesa, które artystka namalowała w tym czasie. Większość źródeł sugeruje, że wybranie tak drastycznej tematyki nie było przypadkowe. Gentileschi oskarżyła o wielokrotny gwałt swojego nauczyciela, malarza Agostino Tassiego. Podczas procesu została poddana torturom i upokorzona. Możliwe, że te traumatyczne przeżycia zaowocowały u niej nienawiścią do mężczyzn i wyborem tego okrutnego i krwawego tematu biblijnego.

## Nawiązania
W zbiorach Detroit Institute of Arts znajduje się inny obraz z tej serii: Artemisii Gentileschi Judyta ze służącą i głową Holofernesa, późniejsze dzieło z lat 1625-1627 ilustrujące tę samą scenę, jednak jest to już zupełnie inna kompozycja. W zbiorach Museo di Capodimonte, w Neapolu można obejrzeć kolejny obraz włoskiej malarki Judyta zabijająca Holofernesa.
Motyw Judyty i Holofernesa był popularny w malarstwie renesansu i baroku. Poruszali go m.in. Andrea Mantegna, Giorgione, Lucas Cranach Starszy, Jacopo Tintoretto i Rubens, a w XX wieku Gustav Klimt i Franz von Stuck.